# Брюлар де Пюзьё, Луи Филожен
Луи Филоген (Филожен) Брюлар, маркиз де Пюизье (Пюизьё, Пюзьё), граф де Силлери (фр. Louis Philogène Brulart, Comte de Sillery, Marquis de Puysieux; 12 мая 1702, Париж — 8 декабря 1770, Париж) — министр иностранных дел Франции и дипломат. Наиболее известен, как покровитель художника Лиотара. 

## Биография
Луи Филоген Брюлар родился 12 мая 1702 года. Он был единственным сыном Карломана Филогена Брюлара, графа де Силлери (ок. 1663–1727) и его жены Марии-Луизы Биго (1662–1746); у него также была сестра Мария (1707–1771). Отец Брюлара командовал полком Конти, но его карьера закончилась после того, как в 1693 году он был тяжело ранен в битве при Неервиндене.
В 1735—39 годах Луи Бюлар был послом Франции в Неаполитанском королевстве, куда взял с собой и Лиотара. Имел чин марешаль де камп (генерал-майора) французской армии. Некоторое время занимал должность губернатора Эперне. 
С 1747 по 1751 год был министром иностранных дел (государственным секретарём по иностранным делам) Франции (один из его предков, Пьер Брюлар, уже занимал аналогичную должность столетием ранее). В этом качестве представлял Францию на так называемом Бредском конгрессе — двухсторонних переговорах с Англией в нидерландском городе Бреда, но не добился существенных результатов.
В 1751 вышел в отставку. 
Рыцарь орденов короля: Святого Духа и Святого Михаила (оба — 1748).
Скончался в 1770 году в Париже и был похоронен на кладбище Пер-Лашез.